# 조지 머독

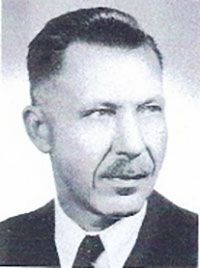

조지 머독(George Peter Murdock, 1897년 5월 11일 코네티컷주 ~ 1985년 3월 29일 펜실베이니아주)은 미국의 문화인류학자이다. 『사회구조론』에서 제시한 가족유형론(家族類型論)이 유명하다. 비교연구를 위한 문헌정리법으로서의 문화횡단적 방법을 제창하였다.